# Oświeja
Oświeja (biał. Асвея) – osiedle typu miejskiego na Białorusi, w obwodzie witebskim w rejonie wierchniedźwińskim, na południowym brzegu Jeziora Oświejskiego (pow. 52,8 km²). Od 1938 osiedle miejskie. 1,3 tys. mieszkańców (2010). Głównie przemysł spożywczy, wyrób materiałów budowlanych, lekki.

## Historia
Oświej (Asweja) wzmiankowana w XV wieku, prawa miejskie posiada od 1695 roku. Od XVI do XVIII wieku ośrodek handlu (2 jarmarki rocznie).
Podczas okupacji hitlerowskiej, w sierpniu 1941 roku Niemcy utworzyli getto dla żydowskich mieszkańców. Przebywało w nim około 700 osób. W marcu 1942 roku Niemcy zlikwidowali getto, a Żydów zamordowali w parku miejskim. 

## Flaga i herb
Flaga i herb Oświei zostały ustanowione 20 stycznia 2006 roku rozporządzeniem prezydenta Białorusi nr 36.

## Zabytki
- Znajduje się tu zabytkowy szpital klasztorny (z 1759 r.), pozostałość zespołu klasztoru sióstr miłosierdzia, fundacji Konstancji Hylzen z Platerów. Należy obecnie do miejscowego szpitala, nie jest użytkowany.
- Pozostałości zespołu pałacowego z II poł. XVIII w. wybudowanego przez Jana Augusta Hylzena, wojewody mińskiego. Następnie w rękach syna Józefa Hylzena, wojewody mścisławskiego. Od 1786 r. w rękach Szadurskich do początku XX w. Klasycystyczny ogromny pałac zniszczony w czasie I wojny światowej, zachowały się  ruiny. Liczba pałacowych wejść, kominów, pokoi oraz okien odpowiadała liczbie pór roku, miesięcy, tygodni i dni.
- Park o pow. 16 ha, część dawnego parku otaczającego pałac, z systemem stawów połączonych z jeziorem.
- Fundamenty kościoła św. Trójcy Przenajświętszej z 1782 roku, zniszczonego w 1937 roku

## Urodzeni w Oświei
- Jan Jarkowski – polski inżynier